# Lepisia heidenreichi
Lepisia heidenreichi är en skalbaggsart som beskrevs av Dombrow 2006. Lepisia heidenreichi ingår i släktet Lepisia och familjen Melolonthidae. Inga underarter finns listade i Catalogue of Life.